# À quoi tu joues, Ayumu ?!
À quoi tu joues, Ayumu ?! (それでも歩は寄せてくる, Soredemo Ayumu wa yosetekuru) est une série de manga japonaise par Sōichirō Yamamoto. Une première version de l'histoire est publiée sur Twitter en 2018 sous le titre Shōgi no yatsu. Le manga est prépublié dans le Weekly Shōnen Magazine de Kōdansha entre mars 2019 et novembre 2023. La version française du manga est éditée par nobi nobi ! Une série d'animation produite par le studio Silver Link est diffusée entre le 7 juillet et le 23 septembre 2022. En France, la diffusion est assurée par Animation Digital Network.

## Synopsis
Ayumu Tanaka, un lycéen en seconde, et Urushi Yaotome, une élève de première, sont membres du club de shōgi. Ayumu se jure d'avouer ses sentiments à Urushi lorsqu'il aura réussi à la vaincre dans une partie de shōgi, mais il est un débutant au jeu et perd toujours contre Urushi. De son côté, Urushi tente de forcer Ayumu à admettre qu'il l'aime, mais ce dernier s'efforce à chaque fois de conserver un visage impassible.

## Personnages
Ayumu Tanaka (田中 歩, Tanaka Ayumu)
Voix japonaise : Hiroki Yasumoto (publicité de 2019), Yoshimasa Hosoya (publicité de 2021), Yōhei Azakami (anime)
Lycéen en seconde, Ayumu est membre du club de shogi. Amoureux d'Urushi Yaotome, il a juré qu'il n'avouerait pas ses sentiments tant qu'il ne l'aurait pas battue au shogi. Cependant, la relation entre les deux n'a pas progressé car il n'a jamais gagné. Lorsqu'il était au collège, il appartenait au club de kendo et ses tactiques pour percer la défense de son adversaire étaient excellentes, sa réputation dans le club était donc élevée. Même au shogi, ses tactiques de défense sont devenues plus importantes, mais Urushi continue de lire ses mouvements.
Urushi Yaotome (八乙女 うるし, Yaotome Urushi)
Voix japonaise : Yuka Iguchi (publicité de 2019), Konomi Kohara (publicité de 2021), Kanna Nakamura (anime)
Élève de première, Urushi est la senpai d'Ayumu dans le club de shogi. Bien qu'Urushi prétende être la présidente du club de shogi, celui-ci n'est pas reconnu comme club officiel car elle en est le seul membre. Bien qu'Urushi devine qu'Ayumu l'aime, elle n'est pas encore parvenue à le lui faire admettre.
Takeru Kakuryu (角竜 タケル, Kakuryū Takeru)
Voix japonaise : Tsubasa Gouden (anime)
Sakurako Mikage (御影 桜子, Mikage Sakurako)
Voix japonaise : Hina Yomiya (anime)
Rin Kagawa (香川 凛, Kagawa Rin)
Voix japonaise : Haruna Mikawa (anime)
Maki (マキ)
Voix japonaise : Kana Hanazawa (anime)

## Production et supports

### Manga
À quoi tu joues, Ayumu ?! est écrit et illustré par Sōichirō Yamamoto. Yamamoto a d'abord publié un prototype de manga sur son compte Twitter, intitulé Shōgi no yatsu (将棋のやつ, litt. « Le gars shogi »), entre le 22 avril et le 19 novembre 2018. À quoi tu joues, Ayumu ? est prépublié dans le Weekly Shōnen Magazine de Kōdansha le 6 mars 2019,. Le premier volume tankōbon paraît le 4 juillet 2019.  Au 15 décembre 2023, dix-sept volumes ont été publiés. 
En mai 2022, nobi nobi ! annonce éditer la version française du manga, avec un premier tome prévu pour le 7 septembre 2022. La Fédération Française de Shogi assure un rôle de conseil auprès des traducteurs pour la partie technique "shôgi" du manga, en la personne de Fabien Osmont. Au fur et à mesure de la publication des volumes, elle fournira des compléments permettant de découvrir la culture du shôgi au Japon, et quelques explications sur les techniques de jeu du manga.

#### Liste des volumes
| no                   | Japonais         | Japonais          | Français         | Français          |
| no                   | Date de sortie   | ISBN              | Date de sortie   | ISBN              |
| -------------------- | ---------------- | ----------------- | ---------------- | ----------------- |
| 1                    | 4 juillet 2019   | 978-4-06-516105-0 | 7 septembre 2022 | 978-2-37-349641-3 |
| Chapitres 1 à 14.    |                  |                   |                  |                   |
| 2                    | 17 octobre 2019  | 978-4-06-517207-0 | 25 novembre 2022 | 978-2-37-349645-1 |
| Chapitres 15 à 28.   |                  |                   |                  |                   |
| 3                    | 17 février 2020  | 978-4-06-518457-8 | 4 janvier 2023   | 978-2-37-349646-8 |
| Chapitres 29 à 41.   |                  |                   |                  |                   |
| 4                    | 17 juin 2020     | 978-4-06-519298-6 | 1er mars 2023    | 978-2-37-349647-5 |
| Chapitres 42 à 54.   |                  |                   |                  |                   |
| 5                    | 16 octobre 2020  | 978-4-06-521014-7 | 17 mai 2023      | 978-2-37-349648-2 |
| Chapitres 55 à 68.   |                  |                   |                  |                   |
| 6                    | 15 janvier 2021  | 978-4-06-521014-7 | 5 juillet 2023   | 978-2-37-349649-9 |
| Chapitres 69 à 80.   |                  |                   |                  |                   |
| 7                    | 16 avril 2021    | 978-4-06-522888-3 | 6 septembre 2023 | 978-2-37-349992-6 |
| Chapitres 81 à 94.   |                  |                   |                  |                   |
| 8                    | 16 juillet 2021  | 978-4-06-524013-7 | 2 novembre 2023  | 978-2-37-349993-3 |
| Chapitres 95 à 108.  |                  |                   |                  |                   |
| 9                    | 15 octobre 2021  | 978-4-06-525144-7 | 7 février 2024   | 978-2-38-496177-1 |
| Chapitres 109 à 121. |                  |                   |                  |                   |
| 10                   | 17 janvier 2022  | 978-4-06-526608-3 | —                |                   |
| Chapitres 122 à 135. |                  |                   |                  |                   |
| 11                   | 15 avril 2022    | 978-4-06-527538-2 | —                |                   |
| Chapitres 136 à 149. |                  |                   |                  |                   |
| 12                   | 15 juillet 2022  | 978-4-06-528499-5 | —                |                   |
| Chapitres 150 à 161. |                  |                   |                  |                   |
| 13                   | 17 novembre 2022 | 978-4-06-529709-4 | —                |                   |
| Chapitres 162 à 174. |                  |                   |                  |                   |
| 14                   | 16 mars 2023     | 978-4-06-530971-1 | —                |                   |
| Chapitres 175 à 187. |                  |                   |                  |                   |
| 15                   | 14 juillet 2023  | 978-4-06-532191-1 | —                |                   |
| Chapitres 188 à 200. |                  |                   |                  |                   |
| 16                   | 17 octobre 2023  | 978-4-06-533248-1 | —                |                   |
| Chapitres 201 à 213. |                  |                   |                  |                   |
| 17                   | 15 décembre 2023 | 978-4-06-533936-7 | —                |                   |
| Chapitres 214 à 224. |                  |                   |                  |                   |

### Anime
Une adaptation en série d'animation est annoncée le 8 janvier 2021 La série est animée par le studio Silver Link et réalisée par Mirai Minato, avec Deko Akao supervisant les scripts de la série et Kazuya Hirata concevant les personnages. La série est diffusée depuis le 8 juillet 2022 sur TBS et BS-TBS,. La chanson thème d'ouverture intitulée Kakehiki wa Poker Face et celle de fin 50 Centi sont interprétées par Kana Hanazawa.

#### Liste des épisodes
| No | Titre français                            | Titre japonais             | Titre japonais               | Date de 1re diffusion |
| No | Titre français                            | Kanji                      | Rōmaji                       | Date de 1re diffusion |
| -- | ----------------------------------------- | -------------------------- | ---------------------------- | --------------------- |
| 1  | Parce que tu es jolie                     | センパイは可愛いので       | Senpai wa kawaiinode         | 7 juillet 2022        |
| 2  | Parce que je veux te rendre heureuse      | よろこんでほしいので       | Yorokonde hoshīnode          | 15 juillet 2022       |
| 3  | Parce que je veux un premier rendez-vous  | 初デートがしたいので       | Hatsu dēto ga shitainode     | 22 juillet 2022       |
| 4  | Parce que j'aimerais passer Noël avec toi | 一緒に過ごしたいので       | Issho ni sugoshitainode      | 29 juillet 2022       |
| 5  | Parce que je veux mieux te connaître      | もっと知りたいので         | Motto shiritainode           | 5 août 2022           |
| 6  | Parce que j'aimerais un cadeau de ta part | センパイからもらいたいので | Senpai kara moraitainode     | 12 août 2022          |
| 7  | Parce que je ne peux pas arrêter comme ça | 辞めるわけにはいかないので | Yameru wake ni wa ikanainode | 19 août 2022          |
| 8  | Parce que c'est un rôle qui me revient    | 譲れない役目なので         | Yuzurenai yakumenanode       | 26 août 2022          |
| 9  | Parce que je veux un souvenir             | 思い出を作りたいので       | Omoide o Tsukuritainode      | 2 septembre 2022      |
| 10 | Impossible d'éviter l'affrontement        | 退けない勝負なので         | Shirizokenai Shōbunanode     | 9 septembre 2022      |
| 11 | Parce que je veux être plus fort          | 強くなっていたいので       | Tsuyoku Natte Itainode       | 16 septembre 2022     |
| 12 | Je veux te le dire si je gagne            | 勝って伝えたいので         | Katte Tsutaetainode          | 23 septembre 2022     |

## Accueil
En 2020, le manga est nommé pour les 6e Next Manga Awards et se classe 3e sur les 50 nommés avec 19 182 votes.